# Hans Günther Mukarovsky
Hans Günther Mukarovsky (2. října 1922 Vídeň – 29. listopadu 1992) byl rakouský afrikanista.

## Životopis
Mukarovsky studoval v období 1940 až 1948 afrikanistiku, etnologii a arabštinu na vídeňské univerzitě u Wilhelma Czermaka. V roce 1941 přerušil studia a nastoupil do Wehrmachtu jako tlumočník a od roku 1944 byl v anglickém zajetí, kde pracoval jako rakouský redaktor pro BBC.
Během studia přispíval Mukarovsky do časopisů Die Furche a Wort und Wahrheit. Po studiu pracoval pro kancelář spolkového prezidenta. Od roku 1953 vyučoval na univerzitě, 1963 habilitoval.
Byl také básník a publikoval v tisku a na ORF.

## Publikace
- Die Sprache des Kisi in Liberia: Abriß einer Grammatik mit Texten und Vokabular nach Aufzeichnungen von Dora Earthy, závěrečná univerzitní práce, Vídeň 1948
- Afrika – Geschichte und Gegenwart: Eine Einführung, Herder, Vídeň 1961
- Die Grundlagen des Ful und das Mauretanische, habilitace Universität Wien, 1963
- A study of Western Nigritic, Instituts für Ägyptologie und Afrikanistik der Universität Wien sv. 1 a 2, 1976, 1977
- Am Rande der Wirklichkeit, poezie, 1982
- Leo Reinisch: Werk und Erbe, Aussatzsammlung, Verlag der Österreichischen Akademie der Wissenschaften, Vídeň 1987, ISBN 3-7001-1149-5

## Ocenění
- 1957: Cena Theodora Körnera
- 1963: Cena kardinála Innitzera